# 작은뿔혀근
작은뿔혀근(chondroglossus muscle) 또는 소각설근은 혀의 근육이다. 목뿔뼈 작은뿔의 안쪽 측면에서 시작하여 혀의 자체기원근육과 섞인다. 혀밑신경에 의해 지배된다.

## 구조
작은뿔혀근은 길이가 2cm 정도이다. 목뿔뼈의 작은뿔의 안쪽 면과 바닥에서 시작된 작은뿔혀근은 바로 위쪽으로 주행한다. 그 후 혀의 자체기원근육(목뿔혀근과 턱끝혀근 사이)과 섞이면서 끝난다.
작은뿔혀근은 간혹 목뿔혀근의 일부분으로 간주된다. 그러나 작은뿔혀근은 인두의 측면으로 주행하는 턱끝혀근의 섬유에 의해 목뿔혀근과 분리된다.

### 신경 분포
작은뿔혀근은 혀밑신경의 첫 번째 가쪽 가지에 의해 지배된다. 몇몇 연구에서는 이 신경이 신장을 결정하는 고유수용성감각 근방추는 전달하지 않는다는 것을 발견했다.

## 임상적 중요성
작은뿔혀근은 목뿔위근 이완 수술 중에 절제되어 기관 절제술 중에 사용될 수 있다.

## 추가 이미지

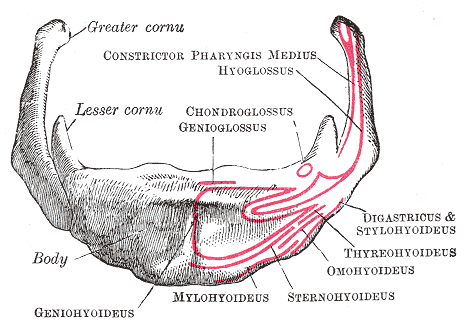
목뿔뼈 앞면.

## 참고 문헌
이 문서는 현재 퍼블릭 도메인에 속하는 그레이 해부학 제20판(1918) page 1130의 내용을 기초로 작성된 글이 포함되어 있습니다.
1. 1 2 3 4  Ogata S, Mine K, Tamatsu Y, Shimada K (2002). “Morphological study of the human chondroglossus muscle in Japanese”. 《Annals of Anatomy》 184 (5): 493–9. doi:10.1016/S0940-9602(02)80087-5. PMID 12392330.
2. ↑  Sakamoto, Yujiro (2017년 5월 1일). “Configuration of the extrinsic muscles of the tongue and their spatial interrelationships”. 《Surgical and Radiologic Anatomy》 (영어) 39 (5): 497–506. doi:10.1007/s00276-016-1777-8. ISSN 1279-8517.
3. ↑  Kubota, Kinziro; Negishi, Takayasu; Masegi, Toshiaki (1975). “Topological Distribution of Muscle Spindles in the Human Tongue and Its Significance in Proprioception”. 《The Bulletin of Tokyo Medical and Dental University》 22 (3): 235–242. doi:10.11480/btmd.220305.
4. ↑  Kubota, Kinziro; Negishi, Takayasu; Masegi, Toshiaki (1975). “Topological Distribution of Muscle Spindles in the Human Tongue and Its Significance in Proprioception”. 《The Bulletin of Tokyo Medical and Dental University》 22 (3): 235–242. doi:10.11480/btmd.220305.